# Valras-Plage
Valras-Plage är en kommun i departementet Hérault i regionen Occitanien i södra Frankrike. Kommunen ligger i kantonen Béziers 4e Canton som tillhör arrondissementet Béziers. År 2022 hade Valras-Plage 4 300 invånare.

## Befolkningsutveckling
Antalet invånare i kommunen Valras-Plage
Referens:INSEE